# Pineville (Virginia Occidental)
Pineville es un pueblo ubicado en el condado de Wyoming en el estado estadounidense de Virginia Occidental. En el Censo de 2010 tenía una población de 668 habitantes y una densidad poblacional de 306,68 personas por km².

## Geografía
Pineville se encuentra ubicado en las coordenadas 37°35′0″N 81°32′9″O / 37.58333, -81.53583. Según la Oficina del Censo de los Estados Unidos, Pineville tiene una superficie total de 2.18 km², de la cual 2.07 km² corresponden a tierra firme y (4.99%) 0.11 km² es agua.

## Demografía
Según el censo de 2010, había 668 personas residiendo en Pineville. La densidad de población era de 306,68 hab./km². De los 668 habitantes, Pineville estaba compuesto por el 97.75% blancos, el 0.45% eran afroamericanos, el 0% eran amerindios, el 0.45% eran asiáticos, el 0% eran isleños del Pacífico, el 0% eran de otras razas y el 1.35% pertenecían a dos o más razas. Del total de la población el 0.3% eran hispanos o latinos de cualquier raza.